# Ministeriet for By, Bolig og Landdistrikter
Ministeriet for By, Bolig og Landdistrikter var et dansk ministerium, der var ansvarlig for blandt andet boligområdet, byfornyelse og sager vedrørende regional- og landdistrikter. Ministeriet blev oprettet i forbindelse med Regeringen Helle Thorning-Schmidts tiltræden 3. oktober 2011. Eneste minister var Carsten Hansen.
Ministeriet blev nedlagt den 28. juni 2015 og opgaverne blev flyttet til Erhvervs- og Vækstministeriet, Energi-, Forsynings- og Klimaministeriet og Skatteministeriet. Som et af få ministerier – Kirkeministeriet er et andet – havde Ministeriet for By, Bolig og Landdistrikter ingen styrelser under sig.